# Mittelpunkt des Kantons Zürich
Der Mittelpunkt des Kantons Zürich befindet sich auf dem Gebiet der Gemeinde Wangen-Brüttisellen im Kanton Zürich.

## Lage

### Geographisch (geometrisch)
Der geographische Mittelpunkt des Kantons Zürich wurde im Jahr 2007 in einer Projektarbeit von Berufsschülern und Gymnasiasten gefunden. Er liegt oberhalb von Wangen bei Dübendorf.
Die «Manne mit Schpeuz», eine Vereinigung pensionierter Wangener, hatten Wind davon bekommen, dass sich die Mitte des Kantons auf ihrem Heimatboden befinde, und liessen sich dies amtlich bestätigen. Davon hörten zwei Lehrer des Bildungszentrums Uster und boten ein schulübergreifendes Projekt an mit dem Ziel, den geometrischen Mittelpunkt des Kantons genau zu bestimmen.
Gemeinsam wurde am 17. November 2007 unter Schirmherrschaft und im Beisein von Regierungsrätin Ursula Gut der Mittelpunkt des Kantons Zürich feierlich markiert. Eine Eisenplastik und eine Plakette an einem mächtigen Findling wurden an dem Ort oberhalb von Wangen verankert.

### Geodätisch

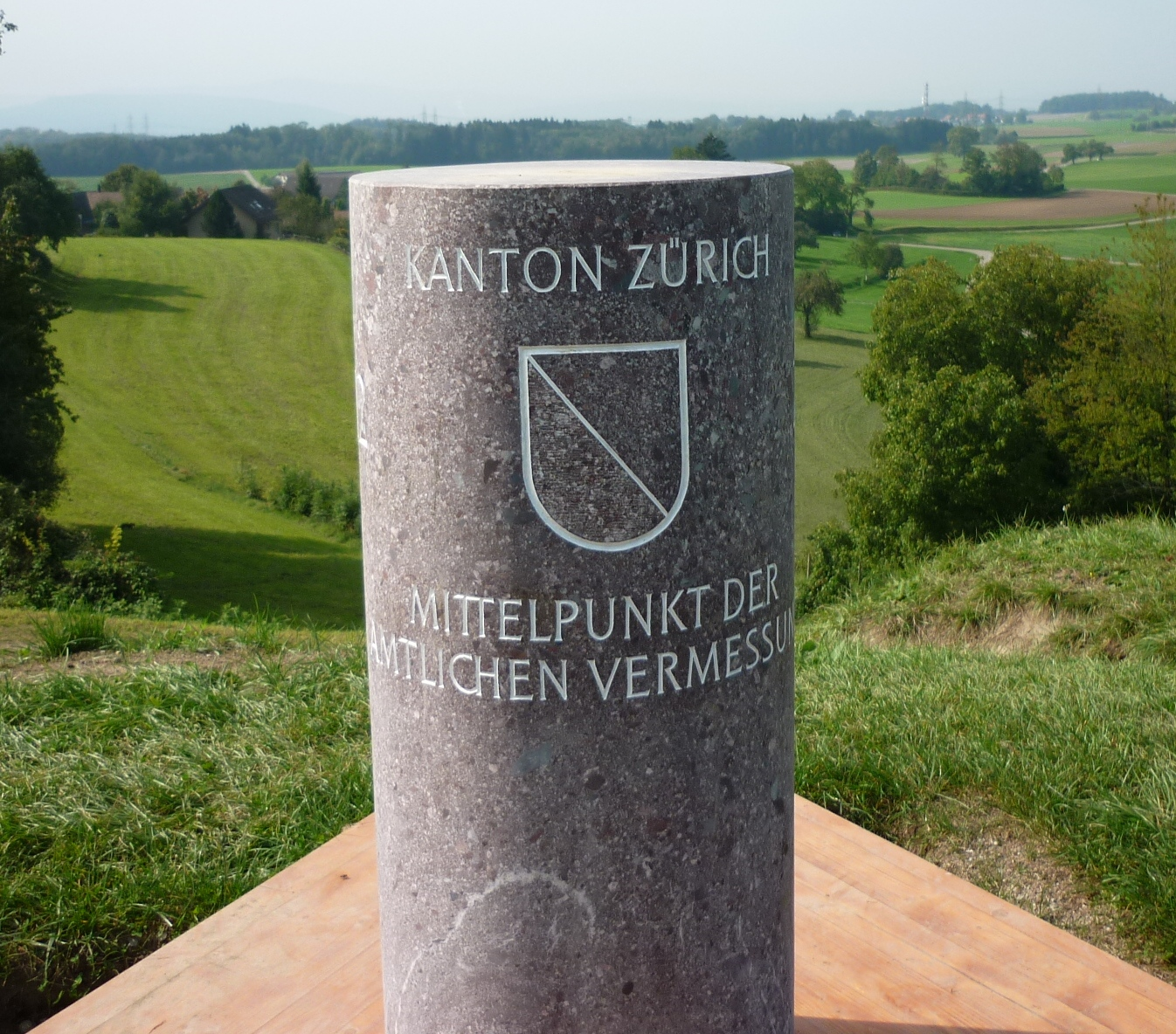
Geodätischer Mittelpunkt des Kantons Zürich, Brütten

Der geodätische Mittelpunkt, das Zentrum der offiziellen Vermessung, des Kantons Zürich hingegen befindet sich in Brütten.
Anlässlich der Feierlichkeiten zum 100-Jahr-Jubiläum der amtlichen Vermessung in der Schweiz wurde am 12. Mai 2012 durch Regierungsrat Markus Kägi der Aussichtspunkt mit dem neuen, vom Teufener Bildhauer Ueli Thalmann gestalteten Vermessungspfeiler der Bevölkerung übergeben.

## Referenzen

### Artikel
- Wo alles seine Ordnung hat. Neue Zürcher Zeitung, 9. Juli 2012
- Zürich hat mehr als einen Nabel. Neue Zürcher Zeitung, 20. Januar 2012
- Der Nabel der Grundbucheinträge. Der Landbote, 9. Mai 2012